# Morphologische Klassifizierung von Galaxien
Die morphologische Klassifizierung von Galaxien ist ein von Astronomen genutztes System, um Galaxien aufgrund ihres visuellen Erscheinungsbildes in Gruppen einzuteilen. Hierfür werden unterschiedliche Verfahren genutzt, das bekannteste hiervon stellt die Hubble-Sequenz dar.

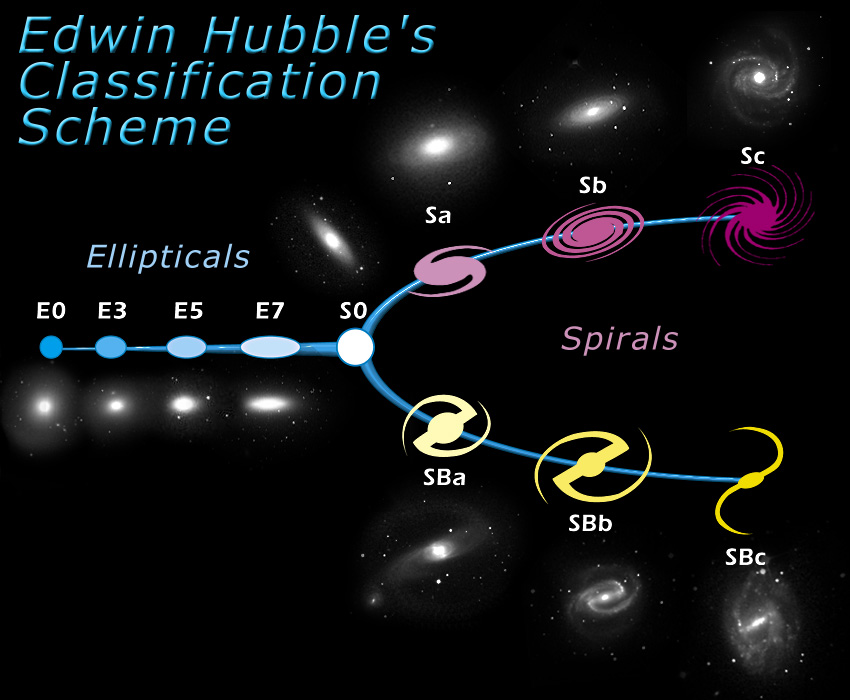
Diagramm der Hubble-Sequenz im Tuning-fork-Stil
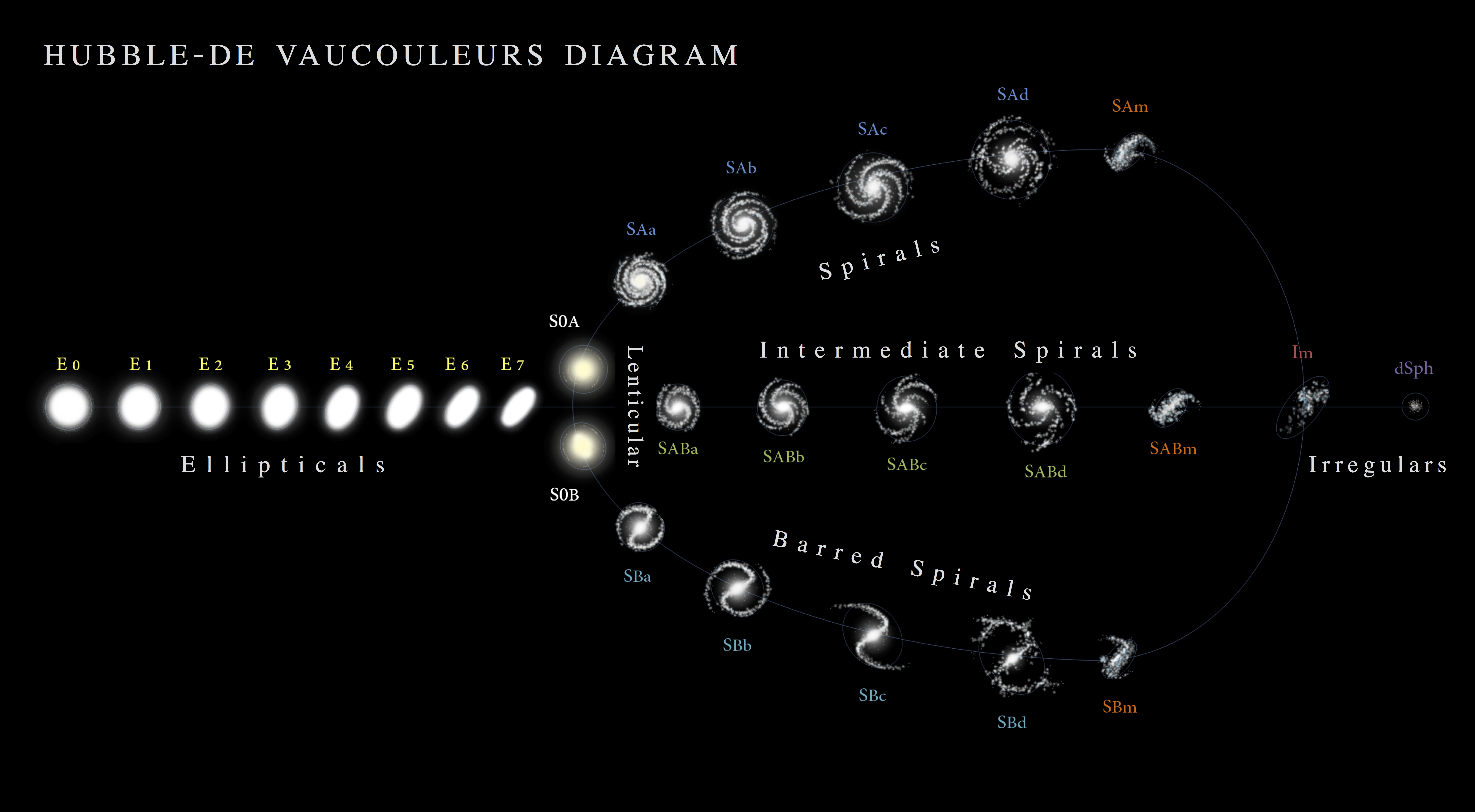
De-Vaucouleurs-System

Bei der Morphologie von Zwerggalaxien wird üblicherweise der Buchstabe d (englisch für dwarf) der Typbezeichnung vorangestellt: Zwerg-elliptische Galaxien fallen unter die Typen dSph, dE, dN bzw. dS0, zwerg-irreguläre Galaxien werden als dIr klassifiziert. Blaue kompakte Zwerggalaxien (Blue Compact Dwarfs) erhalten die Typbezeichnung BCD.

## Genutzte Verfahren

### Hubble-Sequenz
Hubble-Sequenz: Ein 1926 von Edwin Hubble eingeführtes System. Umgangssprachlich wird es wegen seiner traditionellen Darstellungsform häufig Hubble tuning fork (englisch für „Hubble-Stimmgabel“) genannt. Es unterteilt Galaxien aufgrund ihres Aussehens in drei Klassen ein (elliptische Galaxien, Spiralgalaxien und linsenförmige Galaxien).

### De-Vaucouleurs-System
Das De-Vaucouleurs-System ist eine Erweiterung des Hubble-Systems insbesondere für Spiralgalaxien und linsenförmige Galaxien. Es wurde von Gérard-Henri de Vaucouleurs 1959 im Handbuch der Physik publiziert. Die bisherige Aufteilung von Hubble (elliptische Galaxien, linsenförmige Galaxien, Spiralgalaxien und irreguläre Galaxien) wurde dabei beibehalten.
Die elliptischen Galaxien werden durch E−, E0 bis E+ beschrieben. Dabei wird E− für eine nur schwach elliptische Galaxie, E+ für eine stark elliptische Galaxie verwendet.  Allerdings kann auch die Klassifizierung nach Hubble E0 … E7 verwendet werden.
Die linsenförmigen Galaxien und die Spiralgalaxien wurden in zwei „Familien“ aufgeteilt: reguläre Galaxien SA und Balkenspiralgalaxien SB. Die Linsenförmigen Galaxien werden entsprechend als SA0 und SB0 bezeichnet. Zusätzlich gibt es einen Übergangstyp bei nur schwach ausgeprägtem Balken. SAB bzw. SAB0. Mit den kleinen Buchstaben a, b, c, und d wird bei Spiralgalaxien beschreiben, wie groß der Bulge im Verhältnis zur Scheibe ist, und wie eng diese gewunden sind. Der Buchstabe m bezeichnet einen Übergangstyp zwischen Spiralgalaxien und den irregulären Galaxien magellanschen Typs. Bei linsenförmigen Galaxien wird analog zu den elliptischen Galaxien die Unterteilung S0−, S00 bis S0+ benutzt.  Mit den Buchstaben (r) und (s) wird beschrieben, ob die Galaxie eine ringförmige Struktur aufweist bzw. die Spiralarme tangential am Bulge beginnen oder ob die Galaxie eher „s“-förmig ist, d. h. ob die Spiralarme im rechten Winkel am Bulge bzw. Balken beginnen. Ein äußerer Ring um die Galaxie wird durch ein vorgestelltes (R) bezeichnet. Bei von der Kante betrachteten Spiralgalaxien (z. B. NGC 4565) ist die Klassifikation uneindeutig. De Vaucouleur verwendet daher den Zusatz sp für englisch spindle. NGC 4565 klassifizierte er in einem Katalog als SA:(s?)b sp , der Doppelpunkt und das Fragezeichen weisen dabei auf Unsicherheiten hin.
Die irregulären Galaxien werden mit dem Buchstaben I bezeichnet. Ein nachgestelltes (m) verweist wieder auf eine Galaxie des magellanschen Typs. In der von de Vaucouleurs untersuchten Stichprobe waren nur 3,4 % der Galaxien irregulär. Der Typ wurde nicht weiter unterteilt.
De Vaucouleurs schlägt weiterhin vor, für Zwerggalaxien den vorangestellten Buchstaben (d) zu verwenden. Falls etwa wegen unzureichender Auflösung eine Galaxie nicht eindeutig zugeordnet werden kann, sollen die entsprechenden Buchstaben entfallen. Kann also z. B. nicht festgestellt werden, ob eine Spiralgalaxie einen Balken hat, soll sie als S klassifiziert werden.

### Yerkes/Morgan-System
Yerkes/Morgan-System: Zusammen mit Philip Keenan entwickelte William Wilson Morgan das MK-System, welches zur Klassifizierung von Sternen über ihr Lichtspektrum genutzt wird. Das Yerkes-Schema überträgt dies auf die Spektren aller Sterne einer Galaxie. Als weitere Kriterien zur Einordnung werden die reale und sichtbare Form und die zentrale Sternendichte einer Galaxie genutzt.